# Lista odcinków serialu Mako Mermaids: Syreny z Mako
Poniżej znajduje się lista odcinków australijskiego serialu Mako Mermaids: Syreny z Mako, którego twórcą jest Jonathan M. Shiff (podobnie jak H2O - wystarczy kropla - poprzednika Syren z Mako).
Światowa premiera serialu odbyła się jednocześnie w Australii (stacja Network Ten), USA i Wielkiej Brytanii (internetowa telewizja Netflix) 26 lipca 2013 roku. Netflix w dniu premiery, udostępnił na swoim serwerze pierwsze 13 odcinków, a 15 września  2013 drugą połowę pierwszej serii, czyli odcinki 14-26. Natomiast Network Ten (odcinki 1-15) co tydzień emitował nowy odcinek, podobnie jak kanał Eleven (odcinki 16-26), do którego serial przeniósł się po 15 odcinku pierwszego sezonu. Emisja w Australii zakończyła się 14 stycznia 2014 roku.
Światowa premiera drugiej serii odbyła się 13 lutego 2015 w internetowej telewizji Netflix w Ameryce Północnej i Łacińskiej, UK, Irlandii, Krajach nordyckich i Beneluxu. Zostało wtedy udostępnionych pierwsze 13 odcinków. Premiera w Australii odbyła się dwa dni później na kanale Eleven i trwała aż do 9 sierpnia 2015 roku. Druga część (odcinki 14-26) drugiego sezonu została udostępniona w telewizji Netflix 29 maja 2015 roku.
Światowa premiera trzeciego sezonu nastąpiła 15 maja 2016 roku w Australii, kiedy to kanał Eleven rozpoczął emisję. Międzynarodowa premiera serialu odbyła się 27 maja 2016 roku w internetowej telewizja Netflix, która od razu udostępniła wszystkie odcinki trzeciego sezonu.
W Polsce pilot serialu został wyemitowany 31 grudnia 2013 roku na kanale Disney Channel, a premiera kolejnych odcinków odbywała się od 16 lutego 2014. Do tej pory wyemitowano tylko dwa pierwsze sezony. Od 7 lipca 2017 roku serial z nową wersją polskiego dubbingu dostępny jest na platformie Netflix (pierwsze 52 odcinki serialu), zaś ostatnie 16 odcinków w wersji z napisami.

## Przegląd sezonów
| Sezon | Sezon | Odcinki | Odcinki          | Premiera w streamingu             | Premiera w streamingu                                                            | Premiera telewizyjna                                         | Premiera telewizyjna                                         | Premiera telewizyjna                        | Premiera telewizyjna                        |
| Sezon | Sezon | Odcinki | Odcinki          | Data dostępu na świecie (Netflix) | Data dostępu w Polsce (Netflix Polska - sezony 1-3, Amazon Prime Video - sezon 3 | Pierwsza emisja Network Ten (odc. 1-15), Eleven (odc. 16-68) | Pierwsza emisja Network Ten (odc. 1-15), Eleven (odc. 16-68) | Pierwsza emisja Disney Channel (sezony 1-2) | Pierwsza emisja Disney Channel (sezony 1-2) |
| Sezon | Sezon | Odcinki | Odcinki          | Data dostępu na świecie (Netflix) | Data dostępu w Polsce (Netflix Polska - sezony 1-3, Amazon Prime Video - sezon 3 | Premiera                                                     | Finał                                                        | Premiera                                    | Finał                                       |
| ----- | ----- | ------- | ---------------- | --------------------------------- | -------------------------------------------------------------------------------- | ------------------------------------------------------------ | ------------------------------------------------------------ | ------------------------------------------- | ------------------------------------------- |
|       | 1     | 26      | 13               | 26 lipca 2013                     | 7 lipca 2017                                                                     | 26 lipca 2013                                                | 14 stycznia 2014                                             | 31 grudnia 2013                             | 28 września 2014                            |
| 13    | 1     | 26      | 15 września 2013 |                                   | 7 lipca 2017                                                                     | 26 lipca 2013                                                | 14 stycznia 2014                                             | 31 grudnia 2013                             | 28 września 2014                            |
|       | 2     | 26      | 13               | 13 lutego 2015                    | 24 lipca 2017                                                                    | 15 lutego 2015                                               | 9 sierpnia 2015                                              | 31 maja 2015                                | 22 listopada 2015                           |
| 13    | 2     | 26      | 29 maja 2015     |                                   | 24 lipca 2017                                                                    | 15 lutego 2015                                               | 9 sierpnia 2015                                              | 31 maja 2015                                | 22 listopada 2015                           |
|       | 3     | 16      | 16               | 27 maja 2016                      | 24 lutego 20214 kwietnia 2023                                                    | 15 maja 2016                                                 | 28 sierpnia 2016                                             | nieemitowany                                | nieemitowany                                |

## Lista odcinków

### Sezon 1 (2013)
| №  | #  | Tytuł                       | Polski tytuł            | Reżyseria   | Scenariusz     | Premiera internetowa (Netflix) | Premiera telewizyjna (Network Ten / Eleven) | Premiera w Polsce (Disney Channel) |
| -- | -- | --------------------------- | ----------------------- | ----------- | -------------- | ------------------------------ | ------------------------------------------- | ---------------------------------- |
| 1  | 1  | Outcasts                    | Wykluczone              | Evan Clarry | Sam Carroll    | 26 lipca 2013                  | 26 lipca 2013                               | 31 grudnia 2013                    |
| 2  | 2  | Getting Legs                | Nogi                    | Evan Clarry | Anthony Morris | 26 lipca 2013                  | 2 sierpnia 2013                             | 16 lutego 2014                     |
| 3  | 3  | Meeting Rita                | Tajemnica pani dyrektor | Evan Clarry | Max Dann       | 26 lipca 2013                  | 9 sierpnia 2013                             | 23 lutego 2014                     |
| 4  | 4  | Lyla Alone                  | Lyla                    | Evan Clarry | Simon Butters  | 26 lipca 2013                  | 16 sierpnia 2013                            | 2 marca 2014                       |
| 5  | 5  | Blizzard                    | Sypie!                  | Evan Clarry | Sam Carroll    | 26 lipca 2013                  | 23 sierpnia 2013                            | 9 marca 2014                       |
| 6  | 6  | Dolphin Tale                | Delfiny                 | Evan Clarry | Chris Roache   | 26 lipca 2013                  | 30 sierpnia 2013                            | 16 marca 2014                      |
| 7  | 7  | Zac's Pool Party            | Impreza basenowa Zaca   | Evan Clarry | Michael Joshua | 26 lipca 2013                  | 6 września 2013                             | 23 marca 2014                      |
| 8  | 8  | Zac's Return to Mako        | Znów być sobą?          | Evan Clarry | Sam Carroll    | 26 lipca 2013                  | 13 września 2013                            | 30 marca 2014                      |
| 9  | 9  | The Siren                   | Sirena                  | Evan Clarry | Simon Butters  | 26 lipca 2013                  | 20 września 2013                            | 6 kwietnia 2014                    |
| 10 | 10 | Zac Returns to Mako         | Zac wraca do Mako       | Evan Clarry | Chris Roache   | 26 lipca 2013                  | 27 września 2013                            | 13 kwietnia 2014                   |
| 11 | 11 | I Don't Believe in Mermaids | Nie wierzę w syreny     | Evan Clarry | Max Dann       | 26 lipca 2013                  | 4 października 2013                         | 4 maja 2014                        |
| 12 | 12 | Close Call                  | Mało brakowało          | Evan Clarry | Anthony Morris | 26 lipca 2013                  | 11 października 2013                        | 11 maja 2014                       |
| 13 | 13 | Betrayal                    | Zdrada                  | Evan Clarry | Michael Joshua | 26 lipca 2013                  | 18 października 2013                        | 18 maja 2014                       |
| 14 | 14 | Battlelines                 | Pytania                 | Grant Brown | Sam Carroll    | 15 września 2013               | 25 października 2013                        | 25 maja 2014                       |
| 15 | 15 | Sirena's Secret             | Tajemnica Sireny        | Grant Brown | Max Dann       | 15 września 2013               | 1 listopada 2013                            | 1 czerwca 2014                     |
| 16 | 16 | Truce                       | Niebezpieczny filmik    | Grant Brown | Chris Roache   | 15 września 2013               | 8 listopada 2013                            | 8 czerwca 2014                     |
| 17 | 17 | Moon Ring 2                 | Księżycowy Pierścień 2  | Grant Brown | Anthony Morris | 15 września 2013               | 15 listopada 2013                           | 15 czerwca 2014                    |
| 18 | 18 | The Trident Job             | Sprawa trójzębu         | Grant Brown | Michael Joshua | 15 września 2013               | 22 listopada 2013                           | 22 czerwca 2014                    |
| 19 | 19 | Where's the on Button       | Jak to działa?          | Grant Brown | Justin Gillmer | 15 września 2013               | 29 listopada 2013                           | 29 czerwca 2014                    |
| 20 | 20 | Nowhere to Hide             | Bezpieczne schronienie  | Grant Brown | Sam Carroll    | 15 września 2013               | 6 grudnia 2013                              | 3 sierpnia 2014                    |
| 21 | 21 | Aquata Returns              | Powrót Aquaty           | Grant Brown | Anthony Morris | 15 września 2013               | 13 grudnia 2013                             | 10 sierpnia 2014                   |
| 22 | 22 | Evie Times Two              | Evie razy dwa           | Grant Brown | Max Dann       | 15 września 2013               | 15 grudnia 2013                             | 17 sierpnia 2014                   |
| 23 | 23 | Zac's Choice                | Wybór Zaca              | Grant Brown | Chris Roache   | 15 września 2013               | 22 grudnia 2013                             | 24 sierpnia 2014                   |
| 24 | 24 | Trust                       | Kwestia zaufania        | Grant Brown | Anthony Morris | 15 września 2013               | 29 grudnia 2013                             | 31 sierpnia 2014                   |
| 25 | 25 | Betrayed                    | Za plecami              | Grant Brown | Mark Shirrefs  | 15 września 2013               | 5 stycznia 2014                             | 21 września 2014                   |
| 26 | 26 | Decision Time               | Czas decyzji            | Grant Brown | Sam Carroll    | 15 września 2013               | 12 stycznia 2014                            | 28 września 2014                   |

### Sezon 2 (2015)
| №  | #  | Tytuł                     | Polski tytuł           | Reżyseria   | Scenariusz       | Premiera internetowa (Netflix) | Premiera telewizyjna (Eleven) | Premiera w Polsce (Disney Channel) |
| -- | -- | ------------------------- | ---------------------- | ----------- | ---------------- | ------------------------------ | ----------------------------- | ---------------------------------- |
| 27 | 1  | The Seventh Cycle         | Siódmy cykl            | Evan Clarry | Sam Carroll      | 13 lutego 2015                 | 15 lutego 2015                | 31 maja 2015                       |
| 28 | 2  | Sticky Situation          | Śliska sprawa          | Evan Clarry | Max Dann         | 13 lutego 2015                 | 22 lutego 2015                | 7 czerwca 2015                     |
| 29 | 3  | Discovery                 | Odkrycie               | Evan Clarry | Anthony Morris   | 13 lutego 2015                 | 1 marca 2015                  | 14 czerwca 2015                    |
| 30 | 4  | A New Tail                | Nowy ogon              | Evan Clarry | Carine Chai      | 13 lutego 2015                 | 8 marca 2015                  | 21 czerwca 2015                    |
| 31 | 5  | Bad for Business          | Straty w interesie     | Evan Clarry | Gareth Calverley | 13 lutego 2015                 | 15 marca 2015                 | 28 czerwca 2015                    |
| 32 | 6  | Stormy Seas               | Wzburzone morze        | Evan Clarry | Chris Roache     | 13 lutego 2015                 | 22 marca 2015                 | 5 lipca 2015                       |
| 33 | 7  | Awakening                 | Przebudzenie           | Evan Clarry | Evan Clarry      | 13 lutego 2015                 | 29 marca 2015                 | 12 lipca 2015                      |
| 34 | 8  | Land School               | Ziemska szkoła         | Evan Clarry | Anthony Morris   | 13 lutego 2015                 | 5 kwietnia 2015               | 19 lipca 2015                      |
| 35 | 9  | Stowaway                  | Pasażerka na gapę      | Evan Clarry | Margaret Wilson  | 13 lutego 2015                 | 12 kwietnia 2015              | 26 lipca 2015                      |
| 36 | 10 | Keeping the Secret        | Dotrzymać tajemnicy    | Evan Clarry | Chris Hawkshaw   | 13 lutego 2015                 | 19 kwietnia 2015              | 2 sierpnia 2015                    |
| 37 | 11 | Only As Young As You Feel | Młoda duchem           | Evan Clarry | Max Dann         | 13 lutego 2015                 | 26 kwietnia 2015              | 9 sierpnia 2015                    |
| 38 | 12 | Supersized                | Duuuży                 | Evan Clarry | Mark Shirrefs    | 13 lutego 2015                 | 3 maja 2015                   | 16 sierpnia 2015                   |
| 39 | 13 | Reunion                   | Spotkanie              | Evan Clarry | Evan Clarry      | 13 lutego 2015                 | 10 maja 2015                  | 23 sierpnia 2015                   |
| 40 | 14 | A New Man                 | Nowa tożsamość         | Grant Brown | Sam Carroll      | 29 maja 2015                   | 17 maja 2015                  | 30 sierpnia 2015                   |
| 41 | 15 | Careful What You Wish For | Uważaj, o czym marzysz | Grant Brown | Michael Joshua   | 29 maja 2015                   | 24 maja 2015                  | 6 września 2015                    |
| 42 | 16 | First Date                | Pierwsza randka        | Grant Brown | Max Dann         | 29 maja 2015                   | 31 maja 2015                  | 13 września 2015                   |
| 43 | 17 | The Merman Code           | Kod trytona            | Grant Brown | Sam Carroll      | 29 maja 2015                   | 7 czerwca 2015                | 20 września 2015                   |
| 44 | 18 | The Siren                 | Syrena                 | Grant Brown | Sam Carroll      | 29 maja 2015                   | 14 czerwca 2015               | 27 września 2015                   |
| 45 | 19 | Surprise!                 | Niespodzianka!         | Grant Brown | Anthony Morris   | 29 maja 2015                   | 21 czerwca 2015               | 4 października 2015                |
| 46 | 20 | The Job                   | Praca                  | Grant Brown | Sam Carroll      | 29 maja 2015                   | 28 czerwca 2015               | 11 października 2015               |
| 47 | 21 | New Orders                | Nowe rozkazy           | Grant Brown | Michael Joshua   | 29 maja 2015                   | 5 lipca 2015                  | 18 października 2015               |
| 48 | 22 | The Last Dance            | Ostatni taniec         | Grant Brown | Carine Chai      | 29 maja 2015                   | 12 lipca 2015                 | 25 października 2015               |
| 49 | 23 | Stay or Go                | Zostać czy odejść?     | Grant Brown | Max Dann         | 29 maja 2015                   | 19 lipca 2015                 | 1 listopada 2015                   |
| 50 | 24 | The Truth About Evie      | Prawda o Evie          | Grant Brown | Sam Carroll      | 29 maja 2015                   | 24 lipca 2015                 | 8 listopada 2015                   |
| 51 | 25 | The Trident Stone         | Kamień z trójzębu      | Grant Brown | Sam Carroll      | 29 maja 2015                   | 2 sierpnia 2015               | 15 listopada 2015                  |
| 52 | 26 | The Chosen One            | Wybrana                | Grant Brown | Mark Shirrefs    | 29 maja 2015                   | 9 sierpnia 2015               | 22 listopada 2015                  |

### Sezon 3 (2016)
| №  | #  | Tytuł                   | Polski tytuł            | Reżyseria    | Scenariusz          | Premiera internetowa (Netflix) | Premiera telewizyjna (Eleven) | Premiera w Polsce (Netflix Polska) |
| -- | -- | ----------------------- | ----------------------- | ------------ | ------------------- | ------------------------------ | ----------------------------- | ---------------------------------- |
| 53 | 1  | A Visit from the East   | Wizyta ze wschodu       | Evan Clarry  | Sam Carroll         | 27 maja 2016                   | 15 maja 2016                  | 24 lutego 2021                     |
| 54 | 2  | Seeing Is Believing     | Uwierzyć w smoka        | Evan Clarry  | Mark Shirrefs       | 27 maja 2016                   | 22 maja 2016                  | 24 lutego 2021                     |
| 55 | 3  | Recipe for Success      | Przepis na sukces       | Evan Clarry  | Max Dann            | 27 maja 2016                   | 29 maja 2016                  | 24 lutego 2021                     |
| 56 | 4  | Mopping Up              | Sprzątanie bałaganu     | Evan Clarry  | Anthony Morris      | 27 maja 2016                   | 5 czerwca 2016                | 24 lutego 2021                     |
| 57 | 5  | The Puzzle Box          | Chińska szkatułka       | Evan Clarry  | Phil Enchelmaier    | 27 maja 2016                   | 12 czerwca 2016               | 24 lutego 2021                     |
| 58 | 6  | New Beginnings          | Nowe początki           | Evan Clarry  | Sam Carroll         | 27 maja 2016                   | 19 czerwca 2016               | 24 lutego 2021                     |
| 59 | 7  | Turning the Tide        | Odwracony Prąd          | Evan Clarry  | Evan Clarry         | 27 maja 2016                   | 26 czerwca 2016               | 24 lutego 2021                     |
| 60 | 8  | The Way of the Dragon   | Spotkanie ze smokiem    | Evan Clarry  | Evan Clarry         | 27 maja 2016                   | 3 lipca 2016                  | 24 lutego 2021                     |
| 61 | 9  | Reversal of Fortune     | Różne oblicza szczęścia | Evan Clarry  | Evan Clarry         | 27 maja 2016                   | 10 lipca 2016                 | 24 lutego 2021                     |
| 62 | 10 | Wishful Thinking        | Życzenia się spełniają  | John Hartley | Phil Enchelmaier    | 27 maja 2016                   | 17 lipca 2016                 | 24 lutego 2021                     |
| 63 | 11 | Lost and Found          | Znaleziona zguba        | John Hartley | Sam Carroll         | 27 maja 2016                   | 24 lipca 2016                 | 24 lutego 2021                     |
| 64 | 12 | Trust Issues            | Kwestia zaufania        | John Hartley | Tony Cavanaugh      | 27 maja 2016                   | 31 lipca 2016                 | 24 lutego 2021                     |
| 65 | 13 | Letting Go              | Rozmyte wspomnienie     | John Hartley | Jo Watson           | 27 maja 2016                   | 7 sierpnia 2016               | 24 lutego 2021                     |
| 66 | 14 | Age Before Beauty       | Czas szybko płynie      | John Hartley | Chris Anastassiades | 27 maja 2016                   | 14 sierpnia 2016              | 24 lutego 2021                     |
| 67 | 15 | The Legend of Jiao Long | Legenda o Jiao Long     | John Hartley | Sam Carroll         | 27 maja 2016                   | 21 sierpnia 2016              | 24 lutego 2021                     |
| 68 | 16 | Homecoming              | Powrót do domu          | John Hartley | Mark Shirrefs       | 27 maja 2016                   | 28 sierpnia 2016              | 24 lutego 2021                     |